# Hugo de Moreville

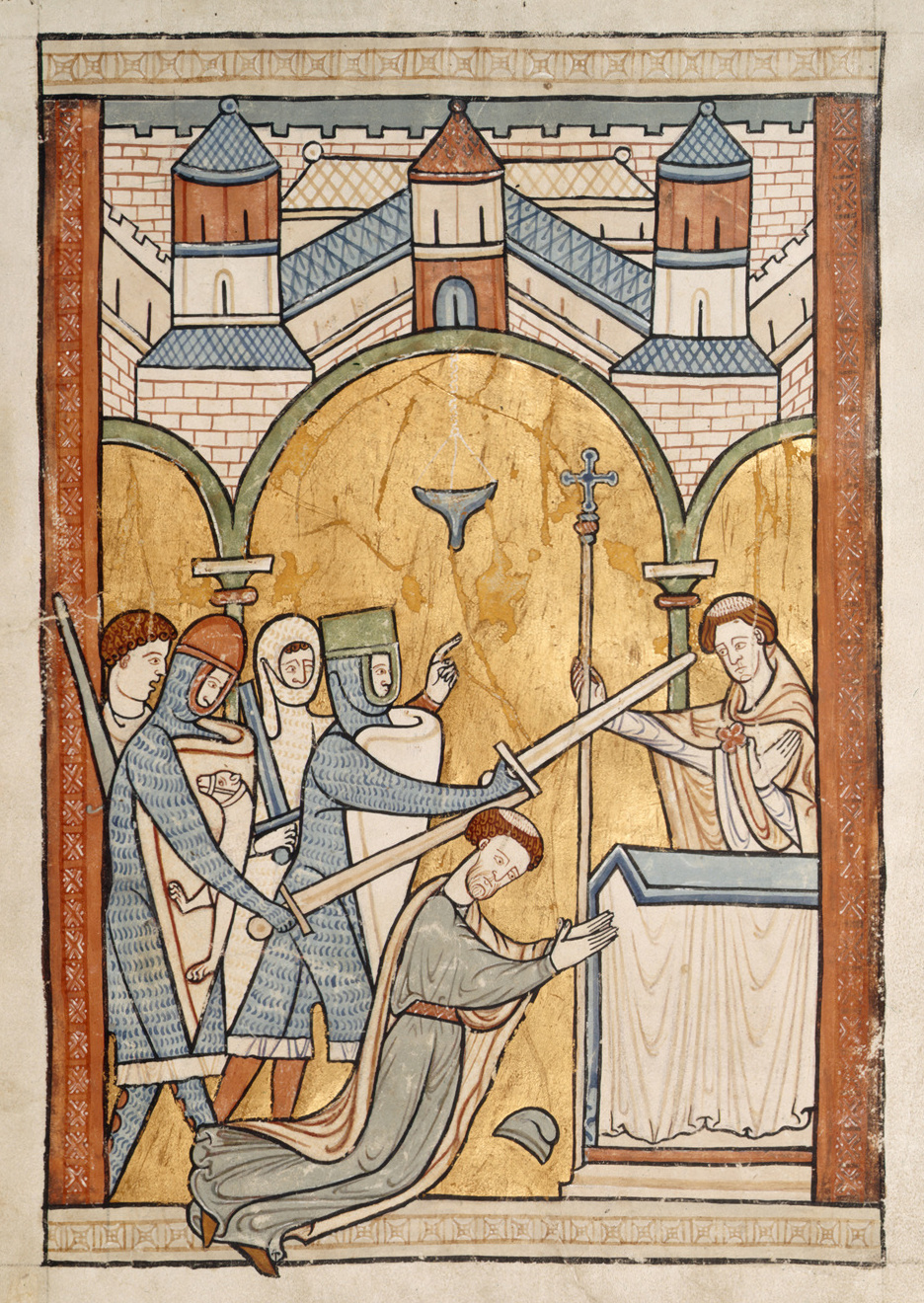
pintura mostrando el asesinato de Becket

Hugh de Morville (muerto hacia 1202) fue un caballero anglo-normando que sirvió al rey  Enrique II de Inglaterra a finales del siglo XII. Es famoso, sobre todo, por ser uno de los asesinos de Thomas Becket, arzobispo de Canterbury en 1170. Mantuvo el título de señor de Westmorland, que había heredado de su padre, Hugo de Morville, señor de Cunningham y Lauderdale.

## Westmorland
Se cree que Hugo fue el hijo mayor de su padre. Aparece al servicio del rey Enrique en 1158. El historiador Geoffrey W.S. Barrow, de la Universidad de Edimburgo identifica dos cartas dadas por el joven Hugo, en su calidad de señor de Westmorland, una de ellas leída en voz alta a su corte en su castillo de Appleby, en el curso superior del río Eden. Uno de los testigos fue Harvard de Malnurs, condestable del castillo de Knaresborough. Este apellido poco común puede hacer referencia a una aldea en la frontera de Bretaña y la provincia de Maine, actualmente llamada La Malnoyere. Reginald de Beauchamp, quien fue testigo de ambas cartas, puede ser un pariente de la madre de Hugo, Beatrice de Beauchamp.
Otro mencionado, Peter de Lacelas, parece ser un pariente de Gérard de Lacelles y su hijo Alan, que se establecieron firmemente como arrendatarios de los Morville en Westmorland. Alan de Richardson fue capturado con su señor en el sitio de Castillo de Alnwick en julio de 1174. Los Lacelles parecen algo más relacionados con los Beauchamp que con los Morville, por Loucelles, de donde se derivó su nombre, y es un pequeño grupo de parroquias entre Bayeux y Caen del que los Beauchamps de Bedford extrajeron sus vasallos de rango de caballeros.

## Asesinato de Becket. La excomunión y el destierro
Hugo de Morville y otros tres de los caballeros del rey Enrique II, Reginald Fitzurse, Guillermo de Tracy y Richard le Breton (o de Brito), tramaron el asesinato de Thomas Becket después de interpretar unas palabras de enojo del rey como una orden. Ellos asesinaron al arzobispo en la Catedral de Canterbury el 29 de diciembre de 1170 y después Enrique les aconsejó huir a Escocia, donde posteriormente se refugiaron en el castillo de Knaresborough.
Hugo de Morville, Ricardo de Brito, y Guillermo de Tracy construyeron una iglesia en Alkborough, cerca de Scunthorpe. en el actual North Lincolnshire, donde, hasta 1690, una piedra con inscripciones en el coro recordaba el hecho. Esto no logró impresionar al papa Alejandro III, sin embargo, que excomulgó a Tracy y los otros asesinos en Jueves Santo, 25 de marzo de 1171.

## Vasallo de Ricardo I de Inglaterra
Un Hugo de Morville aparece en el servicio del rey cruzado  Ricardo I en la década de 1190. Se quedó como rehén de Ricardo en 1194, cuando el rey fue capturado por Enrique VI del Sacro Imperio Romano Germánico. El poeta alemán Ulrich von Zatzikhoven escribió que:nun Huc von Morville trajo consigo el libro de lengua francesa de su novela Lanzelet (Lanzarote).
Sin embargo Dahood considera improbable que este fuera el mismo individuo.

## Muerte y entierro
El viaje al este de William de Tracy, confirmado por Romualdo, arzobispo de Salerno, y por Roger de Hoveden, se debe a que el Papa, como penitencia, ordenó a los caballeros que hicieran una peregrinación a Tierra Santa, descalzos, y a vivir en soledad en la Montaña Negra próxima a Antioquía, de la que se piensa que nunca volvieron.
El señorío de Westmorland pasó a la hermana de Hugo (algunas fuentes dicen sobrina), Maud, en 1174, que ocupó las tierras hasta la expiación de Hugo.